# Il tuo diamante/Fortuna
Il tuo diamante/Fortuna è un singolo dei Procol Harum, pubblicato dalla IL nel 1968.

## Descrizione
Il tuo diamante è la versione italiana di Shine on Brightly con il testo di Keith Reid e musica di Gary Brooker, il brano originale è stato incluso nell'album Shine on Brightly. 
Dopo la pubblicazione del brano in inglese i Procol Harum realizzarono un single con la versione in italiano con testi di Mogol.
Come lato B del 45 giri fu inserito un brano strumentale già presente nel repertorio del gruppo con il titolo "Repent Walpurgis", a cui fu modificato il titolo in italiano, "Fortuna", da Paolo Dossena (che quindi lo cofirmò). Il brano basato principalmente su un tema dell'organo di Matthew Fisher, con l'aggiunta di un estratto del Preludio in Do maggiore dal "Clavicembalo ben temperato" di Johann Sebastian Bach. Il brano è completato da un lungo e ben articolato assolo del chitarrista Robin Trower.
In un'intervista Matthew Fisher aveva spiegato come era nato il titolo originale Repent Walpurgis: i componenti del gruppo stavano decidendo di usare dei termini che descrivesero lo stato d'animo che scaturiva nell'ascoltare il brano. A lui la musica sembrava angosciante, per cui propose la parola Repent (Pentitevi) qualcuno degli altri componenti avevano pensato alla Walpurgis Night (la festa olandese e tedesca che si svolge il 30 aprile, nota con il nome di Notte di Valpurga, dal nome della santa Walpurga.

## Tracce
LATO A
1. Il tuo diamante (testo: Mogol, Keith Reid – musica: Gary Brooker)

LATO B
1. Fortuna (testo: Paolo Dossena – musica: Matthew Fisher)

## Formazione
- Gary Brooker – voce, pianoforte
- Matthew Fisher – organo, voce
- Dave Knights – basso
- B. J. Wilson – batteria
- Robin Trower – chitarra, voce